# Alà-ad-Din Eretna
Alà-ad-Din Eretna (? - 1352) fou un oficial il-kànida d'ètnia uigur al servei d'Amir Coban i després sultà.
Estava al servei de Timurtaix, el fill de Coban, que era governador de l'Àsia Menor. Quan Timurtaix es va revoltar (1322), Eretna es va amagar per no haver-lo de seguir, i quan Timurtaix el 1327 va fugir a Egipte (on va morir el 1328) fou nomenat per la cort il-kànida com a governador al seu lloc. El 1333 el lloc va ser ocupar pel rehabilitat alt oficial Hasan Buzurg el futur fundador de la dinastia jalayírida, al servei del qual va quedar. Mort Abu-Saïd Bahadur Khan (30 de novembre de 1335) es van produir serioses desordres amb la disputa entre els pretendents Arpa Khan i Musa i després entre Musa (guanyador de la lluita civil) i els fills d'Arpa i els rebels del Diyar Bakr dirigits per Haji Taghay. Hasan Buzurg es va aliar amb aquest darrer, va marxar el 1336/1337 a Tabriz a l'Azerbaidjan on va proclamar kan a un hulugeida de nom Muhàmmad, i va deixar el govern d'Àsia Menor (Anatòlia o Rum) en mans d'Eretna, sota dependència nominal del kan establert a l'Azerbaidjan.
Quan Hasan Buzurg fou derrotat pel cobànida Hasan Kücük, fill de Timurtaix, el nou líder va reclamar la submissió d'Eretna i aquest va enviar un ambaixador al sultà mameluc on va oferir el govern d'Anatòlia o Rum com a vassall al sultà mameluc an-Nàssir Muhàmmad. El sultà ve enviar un document o diploma a Eretna. No obstant les relacions no acabaren de ser bones perquè el mamelucs havien donar suport a grups turcmans, especialmenty als turcmans Dhulkàdires que sota Dulkadirli Karaca Bey s'havien apoderat dels territoris del sud-est del govern d'Eretna i havien obtingut també la protecció mameluca. Del 1338 al 1340 la khutba es va llegir en nom del sulta mameluc, però el 1340 això es va aturar, però a causa de la persistència de les incursions dels turcmans, Eretna va haver d'enviar un delegat al Caire i acceptar de tornar a llegir la khutba pel sultà. Finalment Eretna va fer un acord amb Karaca Bey i va poder dedicar-se a sostenir la frontera o ampliarla a la regió d'Anatòlia central.
Va actuar de fet com independent i va traslladar la seu de Sivas a Kayseri; va encunyar moneda amb el seu nom i va aturar l'anarquia que es vivia a Anatòlia feia temps forçant a sotmetre's a diversos caps turcmans
El 1343, Eretna va rebutjar l'oferta d'obediència de Hasan Kucik, que s'havia fet fort a l'Azerbaidjan. Al mateix temps que Hasan, el fill del bey Karaman va envair l'oest del país des de Kara-Hisar i Ankara. Hasan Kucik i Suleiman Khan, van entrar a Anatòlia amb un fort exèrcit però Eretna els va derrotar en la batalla de Karanbük (Gerenbük) entre Sivas i Erzincan; els vencedors van aconseguir un gran botí al campament dels derrotats i van obtenir moltes mercaderies. El prestigi d'Eretna va augmentar molt a tota la regió. Hasan Kucik era previsible que no renunciaria per aquesta derrota però Eretna no el va perseguir i es va dirigir a defensaar la frontera ma d'Eretna va augmentar després d'aquesta victòria, ja que sabia que el petit xeic Hasan no renunciaria a aquesta derrota, no el va seguir i cva anar a defensar la frontera occidental. Poc temps després, encara el 1343, Kucik fou assassinat i el seu germà i successor Malik Ashraf li va oferir a Eretna que se li sotmete's i seria perdonat, però la proposta fou rebutjada. Amb tot això va consolidar la seva virtual independència, dominant un territori que abastava des d'Ankara fins a Erzincan i Samsun.
Va prendre el títol de sultà amb el làqab d'Alà-ad-Din i va seguir encunyant moneda amb el seu nom. Va morir el 1352 i li va succeir el seu fill Mehmed ibn Eretna, enfront de la revolta inútil d'un altre fill de nom Jàfar.